# Ректо, Кларо Майо
Кларо Мария Майо Ректо (исп. Claro María Recto y Mayo; 8 февраля 1890, Тиаонг, Кесон Лусон ‒ 2 октября 1960, Рим, Италия) — филиппинский политический, государственный и общественный деятель, юрист, публицист. Член Палаты представителей Филиппин (1919—1928). Сенатор, дипломат.

## Биография

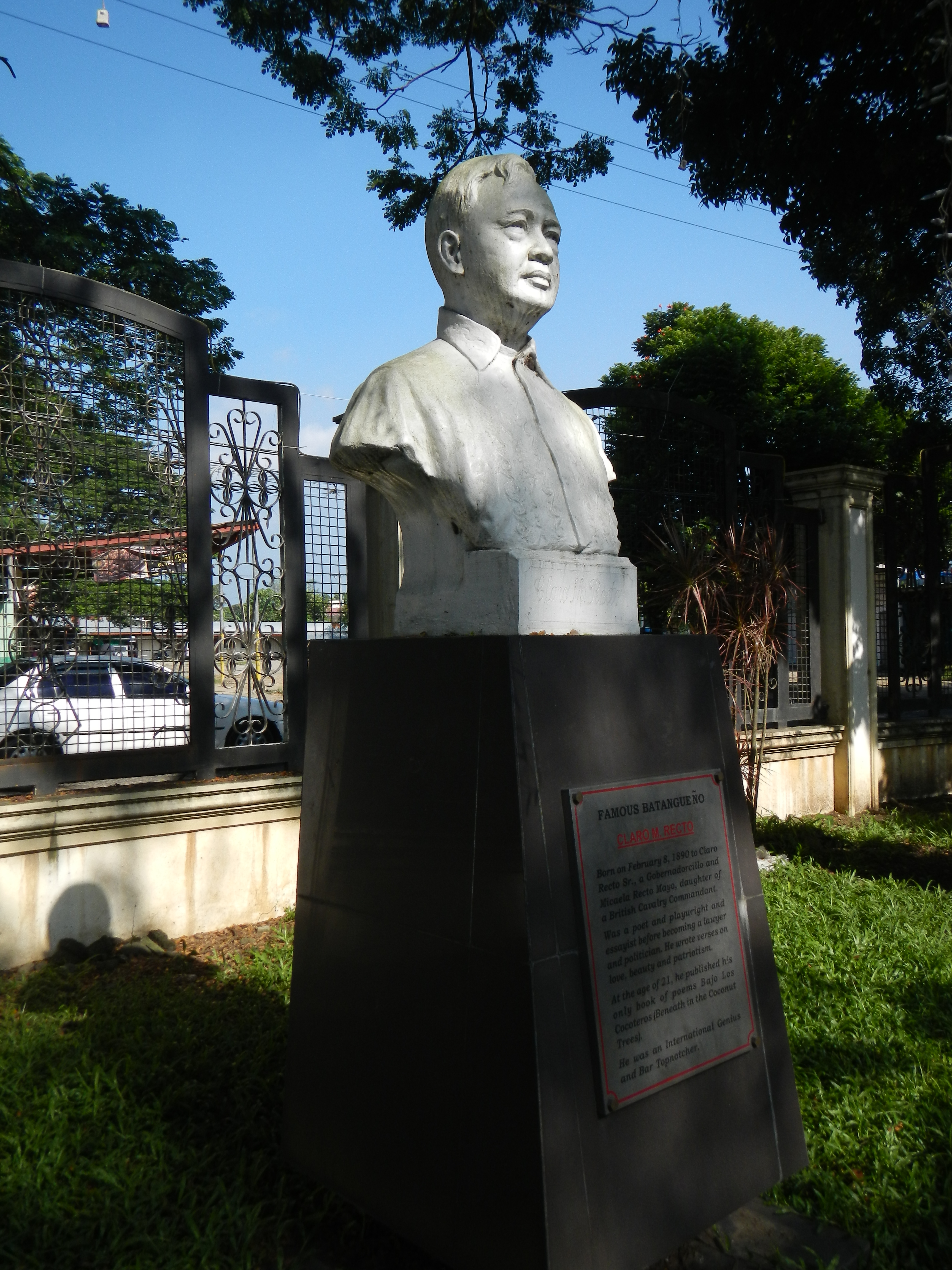
Бюст Ректо Кларо Майо на его родине

Политическую карьеру начал в 1916 году в качестве юрисконсульта первого филиппинского Сената. В 1924 году отправился в США, где был принят в Американскую коллегию адвокатов. По возвращении основал Демократическую партию (Partido Democrata).

В 1919—1928 годах — депутат Палаты представителей Филиппин, в 1931‒1935 годах — сенатор. Лидер меньшинства в Сенате Филиппин (1931—1934), в 1934—1935 годах — лидер большинства в Сенате Филиппин.
В 1930-х годах стал ведущим идеологом левого крыла филиппинских националистов. С 1933 года — член национал-демократической партии. В 1934‒1935 годах — председатель конституционного Конвента и основной составитель конституции Филиппин (1935).
В 1935‒1941 годах был членом Верховного суда Филиппин.
Работал комиссаром по образованию, здравоохранению и социальному обеспечению страны (1942—1943). В 1943‒1944 годах — министр иностранных дел правительства, созданного японскими оккупантами (в 1948 суд признал его невиновным в коллаборационизме).
В 1949‒1960 годах вновь был сенатором. В 1959 году основал Национально-гражданскую партию с патриотической программой, возглавил движение «Филиппинцы ‒ прежде всего» против зависимости от США в экономике, политике и культуре. В 1957 году баллотировался на пост президента Филиппин.
В 1960 году был Чрезвычайным и Полномочным Послом по культуре в Европе и Латинской Америке.
Выступал против реакционных церковников. Был убежденным националистом, литературным деятелем и автором политических работ и правовых договоров.
Похоронен на Северном кладбище в Маниле.